# Petr Beckmann
Petr Beckmann (Praga, Tchecoslováquia, 13 de novembro de 1924 — Boulder (Colorado), 3 de agosto de 1993) foi um estatístico e físico tcheco. Foi conhecido principalmente por defender o libertarismo e a energia nuclear. No ocaso de sua vida contestou a teoria da relatividade de Albert Einstein e outras teorias aceitas da física moderna.

## Livros
- Probability in Communication Engineering. New York, NY: Harcourt, Brace & World. 1967. OCLC 565718
- Elements of Applied Probability Theory. New York, NY: Harcourt, Brace & World. 1968
- Depolarization of Electromagnetic Waves. Boulder, CO: Golem Press. 1968. ISBN 99957-1-158-3
- Whispered Anecdotes: Humor from Behind the Iron Curtain. Boulder, CO: Golem Press. 1969. ISBN 0-911762-04-3
- A History of π. Boulder, CO: Golem Press. 1971. ISBN 0-911762-12-4
- The Structure of Language: A New Approach. Boulder, CO: Golem Press. 1972. ISBN 0-911762-13-2
- Eco-hysterics & the Technophobes. Boulder, CO: Golem Press. 1973. ISBN 0-911762-15-9
- Orthogonal Polynomials for Engineers and Physicists. Boulder, CO: Golem Press. 1973. ISBN 0-911762-14-0
- Elementary Queuing Theory and Telephone Traffic. New York, NY: Flatiron Pub. 1976. ISBN 0-686-98072-7
- The Health Hazards of Not Going Nuclear. Boulder, CO: Golem Press. 1977. ISBN 0-911762-17-5
- Hammer and Tickle: Clandestine Laughter in the Soviet Empire. Boulder, CO: Golem Press. 1980. ISBN 0-911762-20-5
- Einstein Plus Two. Boulder, CO: Golem Press. 1987. ISBN 978-0-911762-39-6
- Scattering of Electromagnetic Waves from Rough Surfaces. New York, NY: Artech House Publishers. 1987. ISBN 0-89006-238-2 (with coauthor A. Spizzichino)
- Musical Musings. Boulder, CO: Golem Press. 1989. ISBN 978-0-911762-40-2